# Démographie des Yvelines
La démographie des Yvelines est caractérisée par une forte densité et une population jeune qui croît rapidement depuis les années 1950.
Avec ses 1 470 778 habitants en 2022, le département français des Yvelines se situe en 10e position sur le plan national.
En six ans, de 2015 à 2021, sa population s'est accrue de près de 29 100 unités, c'est-à-dire de plus ou moins 4 900 personnes par an. Mais cette variation est différenciée selon les 259 communes que comporte le département.
La densité de population des Yvelines, 643,9 habitants par kilomètre carré en 2022, est six fois supérieure à celle de la France entière qui est de 107,1 hab./km2 pour la même année.

## Évolution démographique du département des Yvelines
En 2022, le département comptait 1 470 778 habitants, en évolution de +2,72 % par rapport à 2016 (France hors Mayotte : +2,11 %).
| 1791 | 1801 | 1806 | 1821 | 1826 | 1831 | 1836 | 1841 | 1846 |
| ---- | ---- | ---- | ---- | ---- | ---- | ---- | ---- | ---- |
| -    | -    | -    | -    | -    | -    | -    | -    | -    |

| 1851 | 1856 | 1861 | 1866 | 1872 | 1876    | 1881    | 1886    | 1891    |
| ---- | ---- | ---- | ---- | ---- | ------- | ------- | ------- | ------- |
| -    | -    | -    | -    | -    | 235 511 | 236 471 | 247 910 | 250 552 |

| 1896    | 1901    | 1906    | 1911    | 1921    | 1926    | 1931    | 1936    | 1946    |
| ------- | ------- | ------- | ------- | ------- | ------- | ------- | ------- | ------- |
| 263 562 | 270 228 | 277 753 | 297 562 | 321 237 | 367 267 | 408 282 | 428 166 | 431 499 |

| 1954    | 1962    | 1968    | 1975      | 1982      | 1990      | 1999      | 2006      | 2011      |
| ------- | ------- | ------- | --------- | --------- | --------- | --------- | --------- | --------- |
| 519 176 | 687 827 | 853 386 | 1 082 255 | 1 196 111 | 1 307 150 | 1 354 304 | 1 395 804 | 1 413 635 |

| 2016      | 2021      | 2022      | - | - | - | - | - | - |
| --------- | --------- | --------- | - | - | - | - | - | - |
| 1 431 808 | 1 456 365 | 1 470 778 | - | - | - | - | - | - |

## Population par divisions administratives

### Arrondissements
Le département des Yvelines comporte quatre arrondissements. La population se concentre principalement sur l'arrondissement de Saint-Germain-en-Laye, qui recense 36 % de la population totale du département en 2022, avec une densité de 1 522,9 hab./km2, contre 29 % pour l'arrondissement de Versailles, 19 % pour celui de Mantes-la-Jolie et 16 % pour celui de Rambouillet.
| Arrondissement        | Population(2022) | Variation(2022/2016)                       | Superficie(km2) | Densité(hab./km2) |
| --------------------- | ---------------- | ------------------------------------------ | --------------- | ----------------- |
| Saint-Germain-en-Laye | 534 403          | en évolution de +3,12 % par rapport à 2016 | 350,9           | 1 522,9           |
| Versailles            | 420 526          | en évolution de +1,59 % par rapport à 2016 | 187,2           | 2 246,4           |
| Mantes-la-Jolie       | 282 318          | en évolution de +4,01 % par rapport à 2016 | 759             | 372               |
| Rambouillet           | 233 531          | en évolution de +2,34 % par rapport à 2016 | 987,3           | 236,5             |
| Source : Insee.       |                  |                                            |                 |                   |

### Communes de plus de25 000 habitants
Sur les 259 communes que comprend le département des Yvelines, 104 ont en 2021 une population municipale supérieure à 2 000 habitants, 71 ont plus de 5 000 habitants, 43 ont plus de 10 000 habitants, 22 ont plus de 20 000 habitants, seize ont plus de 25 000 habitants et deux ont plus de 50 000 habitants : Versailles et Sartrouville.
Les évolutions respectives des communes de plus de 25 000 habitants sont présentées dans le tableau ci-après.
| Commune                  | Population(2022) | Variation(2022/2016)                       | Superficie(km2) | Densité(hab./km2) |
| ------------------------ | ---------------- | ------------------------------------------ | --------------- | ----------------- |
| Versailles               | 83 918           | en évolution de −1,67 % par rapport à 2016 | 26,2            | 3 203             |
| Sartrouville             | 51 570           | en évolution de −2,05 % par rapport à 2016 | 8,46            | 6 095,7           |
| Mantes-la-Jolie          | 44 246           | en évolution de +0,63 % par rapport à 2016 | 9,38            | 4 717,1           |
| Saint-Germain-en-Laye    | 45 286           | -                                          | 51,94           | 871,9             |
| Poissy                   | 40 792           | en évolution de +9,82 % par rapport à 2016 | 13,28           | 3 071,7           |
| Conflans-Sainte-Honorine | 36 306           | en évolution de +2,55 % par rapport à 2016 | 9,9             | 3 667,3           |
| Les Mureaux              | 34 151           | en évolution de +4,84 % par rapport à 2016 | 11,99           | 2 848,3           |
| Trappes                  | 34 276           | en évolution de +4,89 % par rapport à 2016 | 13,47           | 2 544,6           |
| Houilles                 | 33 617           | en évolution de +6,08 % par rapport à 2016 | 4,43            | 7 588,5           |
| Montigny-le-Bretonneux   | 32 150           | en évolution de −2,53 % par rapport à 2016 | 11,65           | 2 759,7           |
| Plaisir                  | 31 971           | en évolution de +0,92 % par rapport à 2016 | 18,68           | 1 711,5           |
| Le Chesnay-Rocquencourt  | 31 064           | en évolution de −0,83 % par rapport à 2016 | 7,02            | 4 425,1           |
| Chatou                   | 30 054           | en évolution de −3,47 % par rapport à 2016 | 5,08            | 5 916,1           |
| Guyancourt               | 29 758           | en évolution de +4,84 % par rapport à 2016 | 13              | 2 289,1           |
| Rambouillet              | 27 145           | en évolution de +3,6 % par rapport à 2016  | 35,19           | 771,4             |
| Élancourt                | 26 348           | en évolution de +3,21 % par rapport à 2016 | 8,51            | 3 096,1           |
| Source : Insee.          |                  |                                            |                 |                   |

## Structures des variations de population

### Soldes naturels et migratoires depuis 1968
La variation moyenne annuelle est positive mais en baisse depuis les années 1970, passant de 3,4 à 0,3 %.
Le solde naturel annuel qui est la différence entre le nombre de naissances et le nombre de décès enregistrés au cours d'une même année, a baissé, passant de 1,1 à 0,6 %. La baisse du taux de natalité, qui passe de 18,9 à 13 ‰, est en fait compensée par une baisse plus faible du taux de mortalité, qui parallèlement passe de 7,5 à 6,6 ‰.
Le flux migratoire devient négatif sur la période courant de 1968 à 2021, passant de 2,3 à −0,3 %. 
| Indicateurs démographiques                       | 1968 à1975 | 1975 à1982 | 1982 à1990 | 1990 à1999 | 1999 à2010 | 2010 à2015 | 2015 à2021 |
| ------------------------------------------------ | ---------- | ---------- | ---------- | ---------- | ---------- | ---------- | ---------- |
| Variation annuelle moyenne de la population en % | 3,4        | 1,4        | 1,1        | 0,4        | 0,4        | 0,3        | 0,3        |
| - due au solde naturel en %                      | 1,1        | 1,0        | 1,0        | 0,9        | 0,8        | 0,8        | 0,6        |
| - due au solde apparent des entrées sorties en % | 2,3        | 0,5        | 0,2        | -0,5       | -0,5       | -0,5       | -0,3       |
| Taux de natalité en ‰                            | 18,9       | 16,5       | 15,7       | 14,9       | 14,4       | 14,0       | 13,0       |
| Taux de mortalité en ‰                           | 7,5        | 6,7        | 6,2        | 6,1        | 6,0        | 6,0        | 6,6        |
| Source : Insee.                                  |            |            |            |            |            |            |            |

### Mouvements naturels sur la période 2014-2022
En 2014, 19 525 naissances ont été dénombrées contre 8 433 décès. Le nombre annuel des naissances a diminué depuis cette date, passant à 18 111 en 2022, indépendamment à une augmentation, mais relativement faible, du nombre de décès, avec 10 222 en 2022. Le solde naturel est ainsi positif et diminue, passant de 11 092 à 7 889.
Pour des raisons techniques, il est temporairement impossible d'afficher le graphique qui aurait dû être présenté ici.

## Densité de population
La densité de population est en augmentation depuis 1968, en cohérence avec l'augmentation de la population.
En 2021, la densité était de 637,5 hab./km2.
| 1968 |  | 374.0 |  |

| 1975 |  | 473.8 |  |

| 1982 |  | 523.6 |  |

| 1990 |  | 572.2 |  |

| 1999 |  | 592.8 |  |

| 2010 |  | 616.7 |  |

| 2015 |  | 624.8 |  |

| 2021 |  | 637.5 |  |

## Répartition par sexes et tranches d'âges
La population du département est plus jeune qu'au niveau national.
En 2021, le taux de personnes d'un âge inférieur à 30 ans s'élève à 37,8 %, soit au-dessus de la moyenne nationale (35,1 %). À l'inverse, le taux de personnes d'âge supérieur à 60 ans est de 22,1 % la même année, alors qu'il est de 26,6 % au niveau national.
En 2021, le département comptait 708 492 hommes pour 747 873 femmes, soit un taux de 51,35 % de femmes, légèrement inférieur au taux national (51,61 %).
Les pyramides des âges du département et de la France s'établissent comme suit.
| Hommes | Classe d’âge | Femmes |
| ------ | ------------ | ------ |
| 0,6    | 90 ou +      | 1,4    |
| 6      | 75-89 ans    | 7,8    |
| 13,5   | 60-74 ans    | 14,8   |
| 20,7   | 45-59 ans    | 20,1   |
| 19,6   | 30-44 ans    | 19,9   |
| 18,5   | 15-29 ans    | 16,8   |
| 21,2   | 0-14 ans     | 19,2   |

| Hommes | Classe d’âge | Femmes |
| ------ | ------------ | ------ |
| 0,7    | 90 ou +      | 1,9    |
| 7,0    | 75-89 ans    | 9,5    |
| 16,6   | 60-74 ans    | 17,5   |
| 20,0   | 45-59 ans    | 19,5   |
| 18,8   | 30-44 ans    | 18,3   |
| 18,3   | 15-29 ans    | 16,7   |
| 18,6   | 0-14 ans     | 16,7   |

## Répartition par catégories socioprofessionnelles
La catégorie socioprofessionnelle des cadres et professions intellectuelles supérieures est surreprésentée par rapport au niveau national. Avec 20,4 % en 2021, elle est 10,3 points au-dessus du taux national (10,1 %). La catégorie socioprofessionnelle des retraités est quant à elle sous-représentée par rapport au niveau national. Avec 21,7 % en 2021, elle est 5,1 points en dessous du taux national (26,8 %).
| Catégorie socioprofessionnelle                    | 2015      | 2015 | 2021      | 2021 | Détails de l'année 2021 | Détails de l'année 2021 | Détails de l'année 2021            | Détails de l'année 2021            | Détails de l'année 2021            |
| Catégorie socioprofessionnelle                    | Nb        | %    | Nb        | %    | Hommes                  | Femmes                  | Part en % de la population âgée de | Part en % de la population âgée de | Part en % de la population âgée de |
| Catégorie socioprofessionnelle                    | Nb        | %    | Nb        | %    | Hommes                  | Femmes                  | 15 à 24 ans                        | 25 à 54 ans                        | 55 ans ou +                        |
| ------------------------------------------------- | --------- | ---- | --------- | ---- | ----------------------- | ----------------------- | ---------------------------------- | ---------------------------------- | ---------------------------------- |
| Agriculteurs exploitants                          | 892       | 0,1  | 962       | 0,1  | 673                     | 289                     | 0,0                                | 0,1                                | 0,1                                |
| Artisans, commerçants, chefs d'entreprise         | 33 483    | 3,0  | 35 558    | 3,0  | 26 206                  | 9 352                   | 0,6                                | 4,3                                | 2,3                                |
| Cadres et professions intellectuelles supérieures | 209 739   | 18,5 | 238 860   | 20,4 | 138 502                 | 100 358                 | 3,9                                | 32,0                               | 11,5                               |
| Professions intermédiaires                        | 189 878   | 16,7 | 189 044   | 16,2 | 81 867                  | 107 177                 | 9,7                                | 24,5                               | 7,5                                |
| Employés                                          | 174 938   | 15,4 | 167 364   | 14,3 | 51 080                  | 116 283                 | 13,2                               | 20,2                               | 6,7                                |
| Ouvriers                                          | 88 865    | 7,8  | 83 069    | 7,1  | 68 784                  | 14 284                  | 6,3                                | 10,0                               | 3,5                                |
| Retraités                                         | 250 698   | 22,1 | 253 876   | 21,7 | 114 013                 | 139 863                 | 0,0                                | 0,1                                | 60,6                               |
| Autres personnes sans activité professionnelle    | 185 308   | 16,3 | 199 520   | 17,1 | 80 585                  | 118 935                 | 66,2                               | 8,7                                | 7,8                                |
| Ensemble                                          | 1 133 802 | 100  | 1 168 253 | 100  | 561 711                 | 606 542                 | 100                                | 100                                | 100                                |
| Sources : Insee,.                                 |           |      |           |      |                         |                         |                                    |                                    |                                    |

## Fécondité
Le nombre moyen d'enfants par femme ou indice conjoncturel de fécondité a évolué comme suit entre 1999 et 2022 : 
| Fécondité par zone    | 1999 | 2000 | 2001 | 2002 | 2003 | 2005 | 2010 | 2015 | 2020 | 2022 |
| --------------------- | ---- | ---- | ---- | ---- | ---- | ---- | ---- | ---- | ---- | ---- |
| Yvelines              | 1,92 | 2,02 | 1,99 | 1,99 | 2,03 | 2,06 | 2,19 | 2,12 | 2,03 | 2,01 |
| Île-de-France         | 1,85 | 1,93 | 1,93 | 1,94 | 1,95 | 1,96 | 2,05 | 2,00 | 1,88 | 1,81 |
| France métropolitaine | 1,79 | 1,87 | 1,88 | 1,87 | 1,87 | 1,94 | 2,03 | 1,96 | 1,82 | 1,76 |

Dans les Yvelines, la fécondité se maintient à un niveau supérieur à la moyenne de la région Île-de-France et surtout à la moyenne nationale.